# Hans Rudolph von Minckwitz
Hans Rudolph von Minckwitz (* 1637; † 24. Juli 1702 in Leipzig) war ein königlich-polnischer und kurfürstlich-sächsischer Generalleutnant und Gouverneur zu Leipzig sowie Erbherr auf Zöpen, Staschwitz und Trachenau.

## Leben
Er stammte aus dem sächsischen Adelsgeschlecht Minckwitz und war 1683 beim Entsatz der kaiserlichen Residenz Wien als Oberst dabei. Während der Schlacht rettete er dem Kurfürsten Johann Georg III., der unter die Feinde gekommen war, das Leben. Daraufhin wurde er vom Kurfürsten zum Generalmajor befördert und bekam die Stelle des Kommandanten von Dresden. 1686 kaufte er von Maria von Kitzscher das Gut Zöpen.
1693 verließ er den kurfürstlichen Hof und ließ sich als Gouverneur nach Leipzig versetzen. Die Stelle war zuvor für 32 Jahre vakant geblieben.
Hans Rudolph von Minckwitz wurde im Familiengrab auf Gut Zöpen bestattet. Die Minckwitzgräber fand man beim Neubau der dortigen Laurentius-Kirche Zöpen um 1881 wieder.

## Familie
Hans Rudolph von Minckwitz war mehrfach verheiratet. Seine erste Frau war Lady Margarete Aston († 17. November 1672) aus London. Seine zweite Frau war eine von Brand aus dem Haus Gleina. Seine letzte Frau war Euphrosina Lucretia von Döring (* 15. Juni 1644; † 5. Mai 1709).
Er hatte sechs Söhne und eine Tochter, darunter:
- Hans Loth († 1700) als Obristwachtmeister in der Düna ertrunken.
- Adam Heinrich (1679–1729) Erbherr auf Staschwitz, Weißenfelsischer Oberkammerjunker ⚭ Johanna Dorothea von Bünau († 1733)[5]
- Moritz August (1681–1746), Erbherr auf Zöpen, königlich-polnischer und kurfürstlich-sächsischer Obristleutnant[6] ⚭ Helena Hedewig von Osterhausen aus dem Hause Böhlen († 1720)[7]
- Dorothea Sophia

⚭ Oberst Gottlob Ernst Ludwig von Wiedemann
⚭ Major Peres
Zwei weitere Söhne starben als Leutnants.
Sein Bruder Rudolph Siegfried von Minckwitz war Amtshauptmann von Mildenfurth, zeitzischer Landkammerrat sowie Erbherr von Falkenhain, Otterwitz, Trautschen und Prößdorf.